# Elisa von der Recke

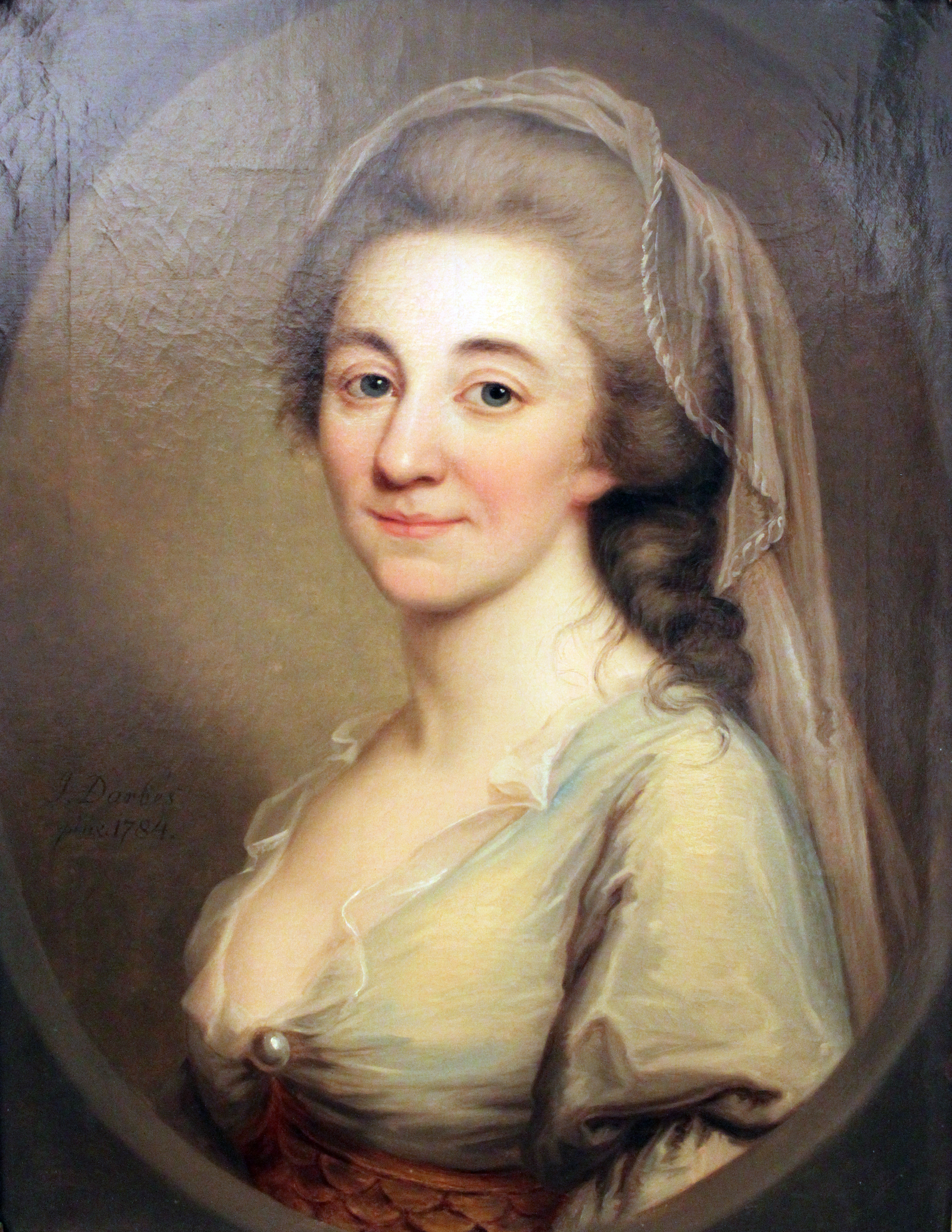
Porträt der Elisa von der Recke von Josef Friedrich August Darbes (1784; Märkisches Museum, Berlin)

Elisabeth Charlotte Constanzia von der Recke (* 20. Mai 1754 in Schönberg, Kurland (lettisch: Skaistkalne, heute Gemeinde Bauska, Lettland); † 13. April 1833 in Dresden) war eine deutschbaltische Dichterin, Schriftstellerin und Kirchenlieddichterin.

## Leben

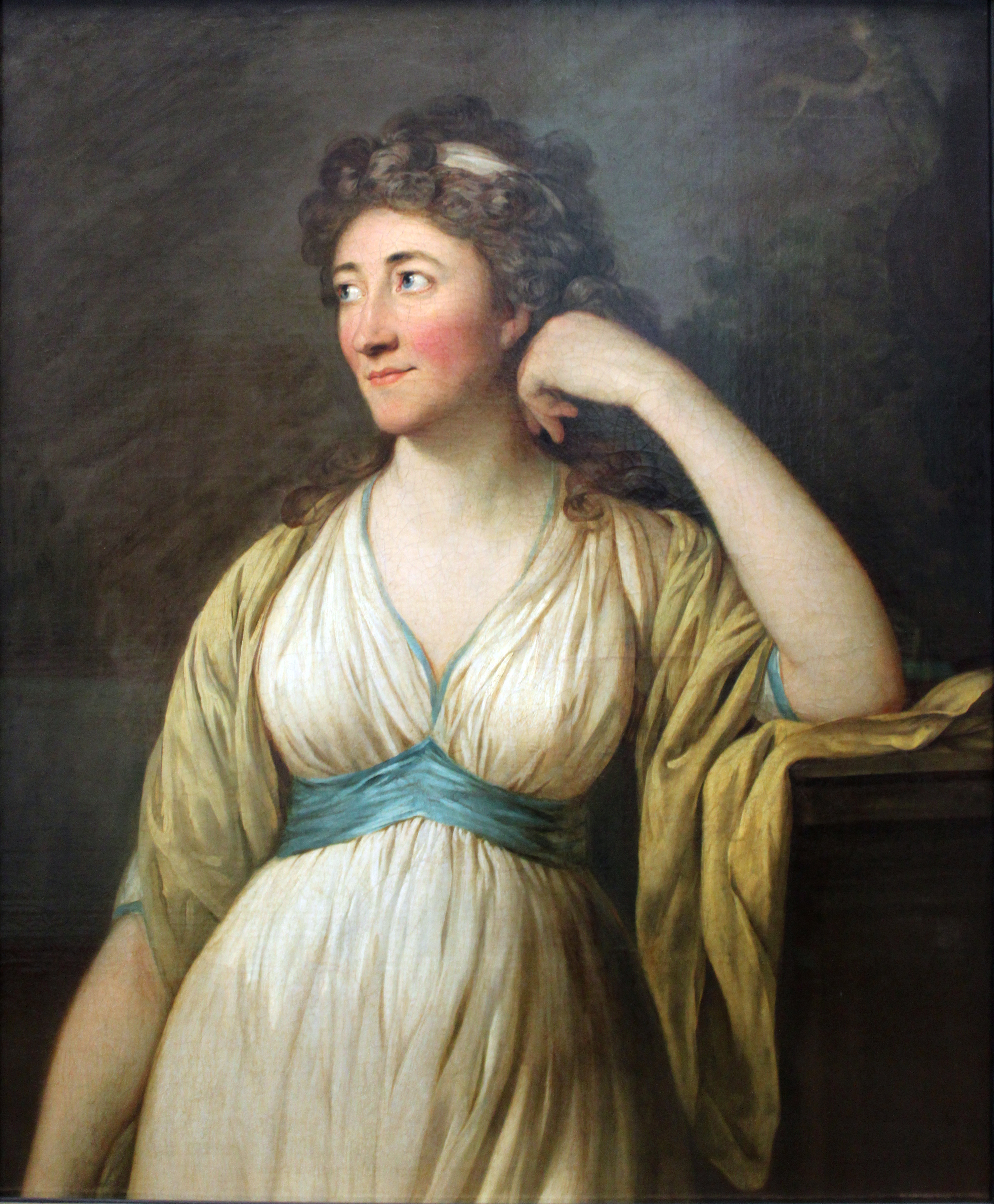
Porträt der Elisa von der Recke von Anton Graff (1797; Alte Nationalgalerie, Staatliche Museen zu Berlin)

Elisa von der Recke wurde als Tochter des Reichsgrafen Friedrich von Medem und seiner Frau Louise Dorothea von Korff geboren. Nach dem frühen Tod der Mutter erhielt Elisa nur eine dürftige Ausbildung im Hause ihrer Großmutter. Diese verbot ihr das Lesen von Büchern. Nachdem ihr Vater 1767 erneut geheiratet hatte, lebte Elisa wieder in seinem Haus, wo sich ihre Stiefmutter Agnes Elisabeth von Brukken (1718–1784) bemühte, ihr eine gewisse Allgemeinbildung zu vermitteln.

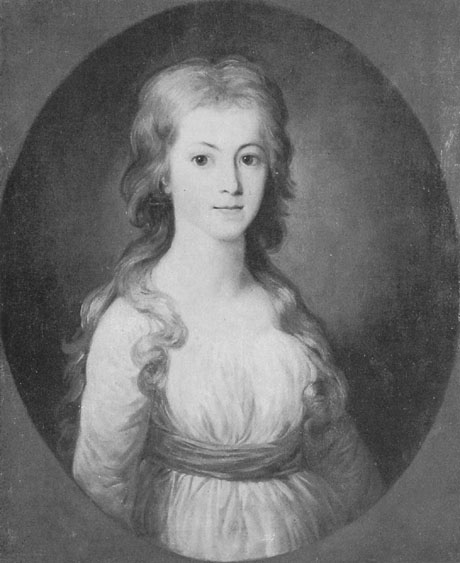
Elisa von der Recke, porträtiert von Wilhelm Tischbein (um 1775)

Im Jahr 1771 heiratete sie aus Standesgründen den Kammerherrn Georg Magnus von der Recke auf Neuenburg. Die Konvenienzehe wurde 1781 geschieden. Sie betätigte sich als Diplomatin für ihre Halbschwester, die Herzogin Dorothea von Kurland. Im Jahr 1787 erschien von der Reckes Schrift Nachricht von des berüchtigten Cagliostro Aufenthalt in Mitau im Jahre 1779 und dessen magischen Operationen, die sie auf einen Schlag im gesamten gebildeten Europa bekanntmachte. Von der Recke rechnete darin mit den amourösen Avancen Cagliostros ihr gegenüber – bei gleichzeitiger Darstellung seiner hochstaplerischen Umtriebe – schonungslos ab. Zarin Katharina die Große wandte ihr in Anerkennung dieses Werkes lebenslang die Erträge aus dem Domänengut Pfalzgrafen bei Mitau zu. Damit war von der Recke finanziell unabhängig.

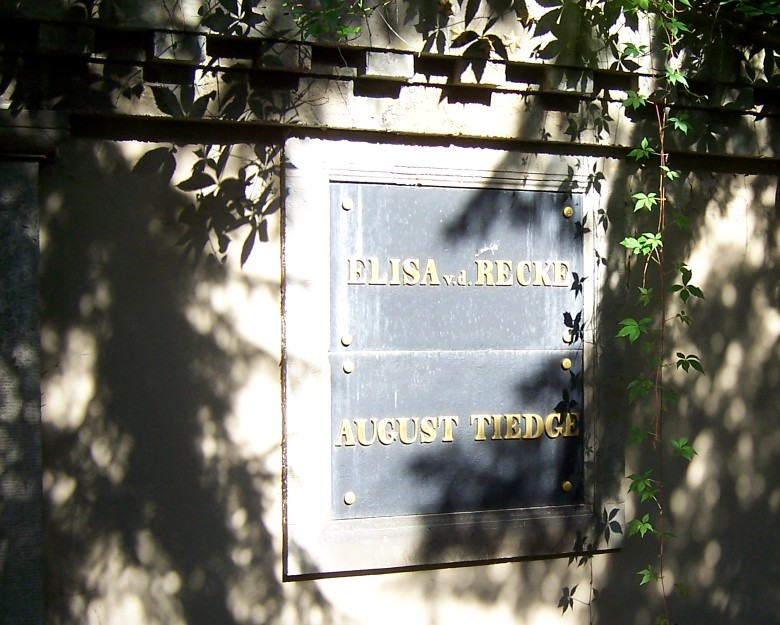
Elisa von der Reckes Grab auf dem Inneren Neustädter Friedhof in Dresden

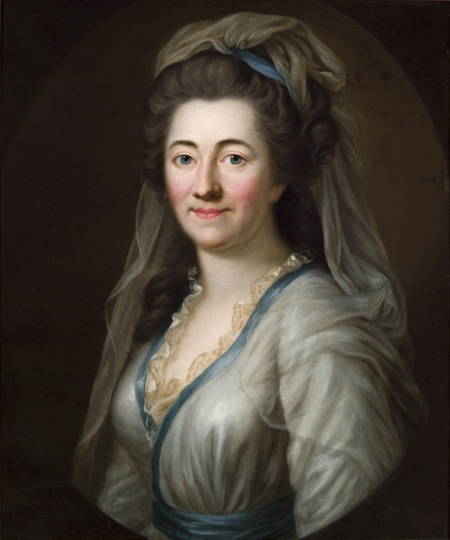
Elisa von der Recke, Gemälde von Ernst Gottlob nach Joseph Friedrich August Darbes (1785; Gleimhaus, Halberstadt)

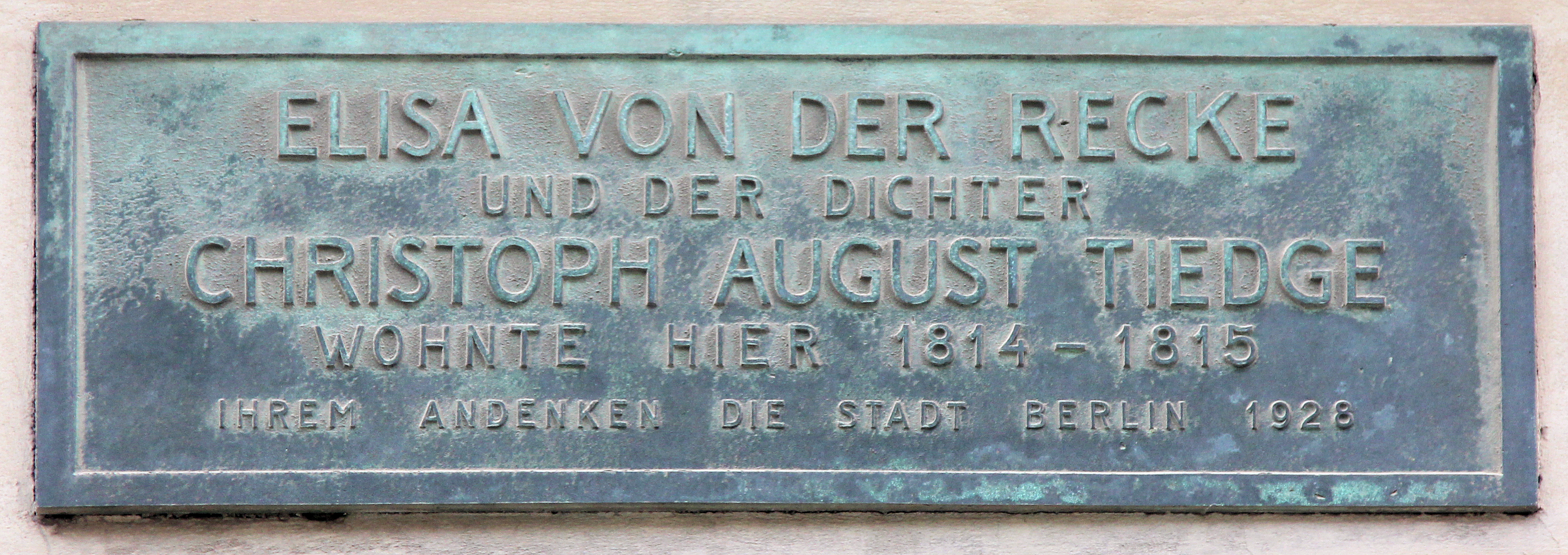
Gedenktafel am Haus Brüderstraße 13 in Berlin-Mitte

Zeit ihres Lebens bereiste sie Europa, um insbesondere die damaligen Geistesgrößen – z. B. Friedrich Nicolai, Friedrich Gottlieb Klopstock, Friedrich Christian August Hasse, Johann Wilhelm Ludwig Gleim, Matthias Claudius, Johann Bernhard Basedow, Carl Philipp Emanuel Bach, Anton Graff, Johann Heinrich Wilhelm Tischbein, Immanuel Kant, Johann Georg Hamann, den Schauspieler Friedrich Ludwig Schröder, Johann Wolfgang von Goethe und Friedrich Schiller – kennenzulernen und diese Kontakte durch langjährige Korrespondenz zu intensivieren. Eine dieser Reisen unternahm sie zusammen mit ihrer engsten Freundin Sophie Becker, mit der sie auch einen gemeinsamen Gedichtband veröffentlichte. Sie unterhielt freundschaftliche Beziehungen zu den als aufgeklärt geltenden Fürstenhöfen von Anhalt-Dessau und Augustenburg und zu den Grafen Stolberg und hatte Zutritt zu den Königshöfen in Berlin und Warschau.
Ab 1798 lebte sie fast ausschließlich in Dresden, seit 1804 zusammen mit ihrem Freund Christoph August Tiedge. Sie war mit der Familie Körner, in der sie das Patenamt für Theodor übernahm, mit Anton Graff, August Gottlieb Meißner und vielen bekannten Zeitgenossen in ganz Deutschland sowie in Polen und im Baltikum befreundet. Bei den Zusammenkünften herrschte ein religiös-empfindsamer Ton, es wurden Choräle von Johann Gottlieb Naumann gesungen.
Elisa von der Recke betreute insgesamt 13 Pflegetöchter. Sie liegt auf dem Inneren Neustädter Friedhof in Dresden neben ihrem langjährigen Freund Christoph August Tiedge begraben.

## Werke
Ihr Werk besteht hauptsächlich aus pietistisch-empfindsamen Gedichten, Tagebüchern und Memoiren. Das evangelisch-lutherische Gesangbuch zum gottesdienstlichen Gebrauche für die Stadt und das Herzogtum Magdeburg aus dem Jahr 1805 enthält 16 von ihr geschriebene Kirchenlieder.
Auswahl:
- Nachricht von des berüchtigten Cagliostro Aufenthalt in Mitau im Jahre 1779 und dessen magischen Operationen. Berlin 1787 (Digitalisat). Aufklärerische Streitschrift über Alessandro Cagliostro, meist als ihr Hauptwerk angesehen.
- I. L. Schwarz (Hrsg.): Elisens und Sophiens Gedichte. Vieweg, Berlin, 1790
- Johann Lorenz Blessig (Hrsg.): Leben des Grafen Johann Friedrich von Medem nebst seinem Briefwechsel hauptsächlich mit der Frau Kammerherrinn von der Recke, seiner Schwester, 1792 (Digitalisat)
- Familien=Scenen oder Entwickelungen auf dem Masquenballe, um 1794, 1826 publiziert (Digitalisat)
- Über Naumann, den guten Menschen und großen Künstler, Artikel im Neuen Deutschen Merkur, 1803

## Postume Ausgaben
- Geistliche Lieder, Gebete und religiöse Betrachtungen. Leipzig 1833; neue Ausgabe: Teubner, Leipzig 1841.
- Aufzeichnungen und Briefe aus ihren Jugendtagen, hrsg. von Paul Rachel. Band 1. Dieterich’sche Verlagsbuchhandlung, Leipzig 1900.
- Tagebücher und Briefe aus ihren Wanderjahren, hrsg. von Paul Rachel. Band 2. Dieterich’sche Verlagsbuchhandlung, Leipzig 1902.
- Herzens-Geschichten einer baltischen Edelfrau. Erinnerungen und Briefe, hrsg. von Heinrich Conrad. Lutz, Stuttgart 1918 (Digitalisat).
- Mein Journal. Elisas neu aufgefundene Tagebücher aus den Jahren 1791 und 1793/95. [Hrsg Johannes Werner].Leipzig, Koehler&Amelang, o. J.[1927].
- Tagebücher und Selbstzeugnisse, hrsg. von Christiane Träger. Köhler und Amelang, Leipzig, sowie Beck, München 1984, ISBN 3-406-30196-7.